# Jan Josef Liefers
Jan Josef Liefers (ur. 8 sierpnia 1964 w Dreźnie) – niemiecki aktor, reżyser, producent filmowy, teatralny i telewizyjny i muzyk.

## Życiorys

### Wczesne lata
Urodził się i dorastał w Dreźnie, potem zamieszkał ze swoją babcią w Erfurcie. Jego ojciec Karlheinz Liefers (ur. 6 sierpnia 1941 w Döbeln, zm. 21 stycznia 2006 w Berlinie) był reżyserem teatralnym, a matka Brigitte Liefers-Wähner była aktorką. Jego dziadek ze strony ojca Heinz Liefers był także aktorem i reżyserem. Jego przyrodni brat Martin Brambach został też aktorem.
W 1980 ukończył 10. Polytechnische Oberschule na Goethestrasse i odbył staż w Staatsschauspiel Dresden w Dreźnie. W latach 1983–1987 studiował aktorstwo w Wyżsszej Szkole Aktorskiej „Ernst Busch” w Berlinie.

### Kariera
Już w 1980 roku jeszcze jako student występował w teatrze studenckim na Uniwersytecie Technicznym w Dreźnie, a potem w teatrach: „Dramatischer Zirkel des VEB Grafischer Großbetrieb Völkerfreundschaft Dresden”, Deutsche Theater w Berlinie (1987–1990). Od roku 1990 związał się z Thalia Theater w Hamburgu, gdzie pracował z reżyserami takimi jak Robert Wilson czy kompozytorem Tomem Waitsem.
Popularność przyniosła mu telewizyjna rola profesora Karla-Friedricha Boernera w serialu WDR Tatort (Miejsce zbrodni).
W 1998 rozpoczął karierę jako piosenkarz i kompozytor, napisał muzykę do telefilmu Die Frauenversteher – Männer unter sich (2002) i jednego z odcinków serialu Tatort – pt. Sag nichts (2003).

### Życie prywatne
Z pierwszego małżeństwa z rosyjską aktorką Alexandrą Tabakową, córką Olega Tabakowa, ma córkę Paulinę (ur. 28 maja 1988). Z byłą dziewczyną, aktorką i autorką Ann-Kathrin Kramer ma syna (ur. 1997). 5 sierpnia 2004 poślubił Annę Loos, z którą ma dwie córki: Lilly Annę Sophię (ur. 30 października 2002) i Lolę Marie Josefine (ur. 28 lutego 2008).

## Wybrana filmografia

### Filmy fabularne
- 1997: Rossini (Rossini – oder die mörderische Frage, wer mit wem schlief) jako Bodo Kriegnitz
- 1997: Pukając do nieba bram (Knockin’ On Heaven’s Door) jako Rudi Wurlitzer
- 2003: Światło w ciemności (Das Wunder von Lengede, TV) jako Bruno Reger
- 2005: Wielka powódź (Die Sturmflut, TV) jako Markus Abt
- 2005: Madagaskar (Madagascar) jako Alex (głos)
- 2006: Pamir – ostatni rejs (Der Untergang der Pamir, TV) jako Hans Ewald (pierwszy oficer)
- 2007: Max Minsky i ja (Max Minsky und ich) jako Benny Edelmeister
- 2007: Śniadanie z nieznajomym (Frühstück mit einer Unbekannten, TV) jako Laurens M. Wagner
- 2008: Baader-Meinhof (Der Baader Meinhof Komplex) jako Peter Homann
- 2011: Simon i dęby (Simon och Ekarna) jako Ruben Lentov
- 2012: Człowiek robi, co może (Mann tut was Mann kann) jako Guido Schamski
- 2012: Niesamowite przygody barona Münchhausena (Baron Münchhausen, TV) jako Baron Münchhausen
- 2012: Wieża (Der Turm, TV) jako Richard Hoffmann
- 2014: Honig im Kopf jako Serge, szef Sarah Rosenbach
- 2015: Mara und der Feuerbringer jako profesor Weissinger

### Seriale TV
- 1994: Doppelter Einsatz – Zahltag jako Hansjörg Nikolaidis
- 1995-96: Die Partner
- 1998: Rosa Roth – Jerusalem oder Die Reise in den Tod jako Theo Wandres
- 1999: Der letzte Zeuge – Die Bank, die Liebe, der Tod jako Ralph Schenk
- 2006: Nachtschicht – Der Ausbruch jako Nowak
- od 2002: Tatort (Miejsce zbrodni) jako profesor Karl-Friedrich Boerne

## Dyskografia
- Jack’s Baby (1999)
- Don’t let go (2002)
- Oblivion (2002)
- Soundtrack meiner Kindheit (2007)

### Audiobooki
- 2006: Fußball unser – Das Hörbuch
- 2006: Brigitte (głos: Reinfall)
- 2008: Jan Josef Liefers liest den Tatort Fall 'Der dunkle Fleck´
- 2009: Brigitte (głosy: kryminalni – dr Siri i jego zmarły)
- 2009: Der Kleine Prinz: Das Hörbuch